# Yolanda Díaz
Pour les articles homonymes, voir Diaz.
Díaz  Pérez est un nom espagnol. Le premier nom de famille, en général paternel, est Díaz ; le second, en général maternel, souvent omis, est Pérez.
Yolanda Díaz Pérez (prononcé en espagnol d'Espagne : [yo'landa 'ðiaθ 'pereθ]), née le 6 mai 1971 à Fene (Galice), est une femme politique espagnole, membre du Parti communiste d'Espagne (PCE).
Avocate en droit du travail, elle s'engage en politique jusqu'à être élue députée de la circonscription de La Corogne lors des élections générales de 2015. Elle devient ministre du Travail et de l'Économie sociale en janvier 2020.
Elle fonde en 2023 le mouvement Sumar, avec lequel elle est cheffe de file aux élections générales de la fin de l'année.

## Biographie
Yolanda Díaz Pérez est issue d'une famille de trois enfants. Elle grandit dans le quartier ouvrier de San Valentín, à La Corogne (Galice). Son père était membre du Parti socialiste galicien et des Commissions ouvrières.
Elle est titulaire d'une licence en droit de l'université de Saint-Jacques-de-Compostelle. Elle a commencé sa carrière en tant que stagiaire dans un cabinet d'avocats dans cette même ville, puis en 1998, elle s'inscrit au barreau et ouvre son propre cabinet à Ferrol.
Elle est mariée et mère d'une fille.

## Parcours politique

### Débuts
Elle est coordonnatrice générale de la Gauche unie en Galice (EU) entre 2005 et 2017 ; formation pour laquelle elle est candidate à la présidence de la Junte de Galice lors des scrutins de 2005 et 2009. À chaque fois, son parti ne parvient pas à entrer au Parlement de Galice. Elle est conseillère municipale de Ferrol de 2003 à 2011 et a occupé les fonctions d'adjointe au maire sous le mandat du maire socialiste Vicente Irisarri entre juin 2007 et octobre 2008. Elle est élue députée au Parlement de Galice en 2012 sur la liste de la coalition Alternative galicienne de gauche (AGE). Elle démissionne en janvier 2016 après son élection au Congrès des députés lors des élections générales de décembre 2015 en représentation de la circonscription de La Corogne. Elle est réélue le 26 juin 2016 puis le 28 avril 2019 et le 10 novembre suivant.
Elle renonce en octobre 2019 à sa condition de militante d'Izquierda Unida, tout en restant adhérente du Parti communiste d'Espagne (PCE), en raison de désaccords stratégiques sur l'éventualité de former un gouvernement de coalition avec le Parti socialiste à la suite des élections générales d'avril : partisane d'un exécutif commun, Díaz s'oppose en effet à la possibilité d'un soutien sans participation envisagée par la direction fédérale d'IU.

### Ministre du Travail

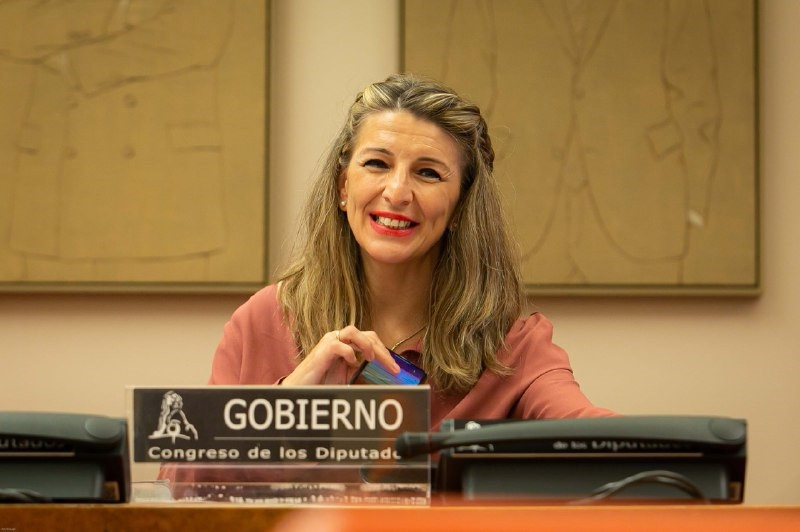
Yolanda Díaz, ministre du Travail, auditionnée par la commission parlementaire sur la Reconstruction économique post-Covid.

Le 13 janvier 2020, Yolanda Díaz est nommée ministre du Travail dans le gouvernement que forme Pedro Sánchez après les élections générales anticipées de novembre 2019. Avec Alberto Garzón, ils sont les premiers communistes à faire partie d'un gouvernement espagnol depuis mars 1939 et la fin du gouvernement Negrín II, lors de la chute de la Seconde République et l'avènement de la dictature franquiste.
Le gouvernement de coalition entre le Parti socialiste ouvrier espagnol (PSOE) et Unidas Podemos (UP) ainsi formé entreprend notamment de revenir sur certains points de la réforme du travail adoptée en 2012 sous la présidence de Mariano Rajoy, comme convenu dans l'accord de coalition signé par les deux formations,.
La première mesure de la ministre en ce sens est de supprimer un article de la loi du statut des travailleurs permettant et réglementant le licenciement des salariés en arrêt maladie. En vigueur depuis 1980, il avait été modifié en 2012, pour permettre le licenciement des salariés absents plus de 8 jours pour raisons médicales, sur deux mois consécutifs. Elle annonce en mars 2020 l'interdiction des licenciements motivés par la crise de la Covid-19. Elle renforce les contrôles dans le secteur agricole, dont les conditions de vie des travailleurs migrants sont notoirement déplorables, ce qui provoque la colère du patronat agricole.
Son départ de la Gauche unie est révélé par le journal El Confidencial le 15 juillet 2020, trois jours après l'échec de la coalition Galicia en Común aux élections parlementaires galiciennes, l'auteur de l'article évoquant la possibilité qu'elle postule à la succession de Pablo Iglesias au secrétariat général de Podemos. Selon Público, cette option est exclue puisque Yolanda Díaz reste militante du Parti communiste et qu'elle n'appartient pas à Podemos.
Au gouvernement, elle se distingue par sa volonté de trouver des consensus et sa capacité à faire avancer le dialogue social. Entre sa prise de fonction, en janvier 2020, et septembre 2021, elle a fait aboutir onze négociations mêlant patronat et syndicats de salariés, portant notamment sur l’augmentation du salaire minimum de 5,5 % en 2020 ; les différents mécanismes de chômage partiel mis en place lors de la pandémie de Covid-19 ; la loi de télétravail, obligeant les entreprises à prendre en charge les coûts qu'implique celui-ci et imposant un droit à la déconnexion ; ou encore la loi « Riders », qui contraint les plates-formes numériques à salarier les livreurs et à présenter plus de transparence sur le fonctionnement des algorithmes et leurs conséquences sur les conditions de travail. Elle se trouve opposée à la ministre de l’Économie, Nadia Calviño, notamment rétive à l'idée d'augmenter le salaire minimum.
Après la démission de Pablo Iglesias en tant que deuxième vice-président du gouvernement et ministre des Droits sociaux et de l'Agenda 2030 pour se présenter aux élections à l'Assemblée de Madrid en mars 2021, elle est nommée troisième vice-présidente du gouvernement, et devient ainsi la membre d'Unidas Podemos avec la position la plus élevée au sein du gouvernement de coalition. En juillet de la même année, après la destitution de Carmen Calvo en tant que première vice-présidente du gouvernement et la réduction de quatre à trois vice-présidences, elle est promue deuxième vice-présidente du gouvernement.
Elle fait aboutir en décembre 2021 des discussions sur une réforme du marché du travail ayant duré 9 mois entre les syndicats et le patronat. Le texte prévoit de réduire la proportion de contrats de travail à durée limitée, de rééquilibrer les négociations collectives et d'améliorer la formation. Elle doit cependant renoncer, du fait de dissensions avec le PSOE et la Commission européenne, à abroger la législation adoptée en 2012 par Mariano Rajoy visant à libéraliser le marché du travail,.
Elle est en novembre 2021 la personnalité politique la plus populaire d'Espagne selon les sondages.
En février 2022, sa réforme du droit du travail est adoptée par le Parlement,.
Un an après l'adoption de la réforme, les contrats temporaires dans le secteur privé ont chuté de sept points, à 17,5 %, un niveau historiquement bas en Espagne. En 2022, 5,78 millions de contrats à durée indéterminée ont été signés, soit 4,5 millions de plus que l'année précédente. Le taux de chômage, de 12,7 % en avril 2023, est au plus bas depuis 2008.
Pedro Sánchez annonce le 20 novembre 2023 qu'elle sera reconduite dans son troisième gouvernement.

### Sumar

Logo du parti.

Lors de la sortie volontaire de Pablo Iglesias du gouvernement, en mars 2021, celui-ci désigne expressément Yolanda Díaz comme cheffe de file d'Unidas Podemos pour les élections générales prévues en 2023. Sa relation avec Pablo Iglesias s'est depuis rompue, à la suite de plusieurs différends.
Six mois après cette annonce, en octobre 2021, elle refuse de confirmer sa candidature mais admet travailler à la création d'un projet politique qu'elle entend construire par un dialogue avec l'ensemble de la société espagnole. Ce projet est bien perçu par le président du gouvernement et secrétaire général du Parti socialiste, Pedro Sánchez, qui exprime publiquement son souhait que « l'espace progressiste [soit] en pleine forme » pour que sa coalition gouvernementale puisse se maintenir au pouvoir dans l'avenir. Elle participe, le 13 novembre 2021, à un événement public à Valence, aux côtés de Mónica Oltra, de Compromís, Ada Colau, de Catalogne en commun (CeC), Mónica García, de Más Madrid, et Fátima Hamed Hossain (es), du Mouvement pour la dignité et la citoyenneté (MDyC), qu'elle qualifie de « début de quelque chose qui sera merveilleux ».
Elle annonce en février 2022 son intention d'entamer au printemps un « processus d'écoute active » pour construire un « projet national large, novateur, moderne, démocratique et différent », revendiquant sa volonté de construire un espace politique dépassant la seule gauche du Parti socialiste. Le 18 mai, le journal El Periódico de España révèle que, le 28 mars précédent, un groupe de ses proches a enregistré au registre national des associations — et non des partis politiques — du ministère de l'Intérieur la structure « Sumar » (en français : « Rassembler, additionner »), ce qui permet à Yolanda Díaz d'organiser son processus participatif sans dépendre d'un parti politique, spécifiquement Podemos.
L'identité graphique de Sumar est dévoilée sur les réseaux sociaux de la ministre du Travail le 1er juillet 2022. La première réunion publique de Sumar a lieu le 8 juillet a lieu au Matadero Madrid et réunit, selon l'organisation, 5 000 participants.
Elle présente, le 23 septembre, une équipe de 35 personnes — juristes, politologues, économistes, universitaires, ingénieurs... — chargée de coordonner les différents groupes de travail appelés à nourrir le projet politique. Ce projet bénéficie notamment du soutien de la maire de Barcelone, Ada Colau.
Le 2 avril 2023, lors d'un événement public de Sumar réunissant plus de 3 000 personnes à Madrid et marquant la fin de son processus participatif, Yolanda Díaz confirme sa volonté d'être la cheffe de file d'une candidature de large rassemblement aux élections générales de la fin de l'année. Si les dirigeants de Podemos, qui réclamaient au préalable un accord écrit pour la tenue de primaires ouvertes, sont absents, de nombreux responsables de la gauche et progressistes sont présents, tels la maire de Barcelone, Ada Colau, le maire de Valence, Joan Ribó, le ministre de la Consommation, Alberto Garzón, le secrétaire général du Parti communiste, Enrique Santiago, la cheffe de file de Más Madrid, Mónica García, le chef de file de Más País, Íñigo Errejón, et le fondateur d'Alianza Verde, Juan López de Uralde, ainsi que des représentants d'Izquierda Unida, d'En Comú Podem, de Compromís, de Verdes Equo ou encore de la Chunta Aragonesista.
La plate-forme est inscrite, le 30 mai suivant, au registre des partis politiques, sous le nom de « Mouvement Sumar » (Movimiento Sumar). Cette décision s'explique par l'annonce, la veille, de la convocation d'élections générales anticipées au 23 juillet. Elle crée un véhicule juridique permettant la participation effective de Sumar au scrutin, indépendamment des autres partis avec qui il se coalisera. Le 23 mars 2024, elle est proclamée coordonnatrice générale de Sumar après que la liste qu'elle conduit a obtenu 81,5 % des suffrages exprimés, avec un taux de participation d'à peine 11,7 % des inscrits lors d'un vote interne. Elle démissionne le 10 juin suivant, après la débâcle de la liste de la coalition Sumar aux élections européennes.